# 요시다정 (아이치현)
요시다정(吉田町)은 아이치현 하즈군에 설치되었던 정이다. 현재의 니시오시에 해당한다.